# Campeonato Maranhense de Futebol de 1998
O Campeonato Maranhense de Futebol de 1998 foi a 77º edição da divisão principal do campeonato estadual do Maranhão. O campeão foi o Sampaio Corrêa que conquistou seu 26º título na história da competição. O artilheiro do campeonato foi Kleber, jogador do Moto Club, com 25 gols marcados.

## Premiação
| Campeonato Maranhense de 1998       |
| São Luís                            |
| ----------------------------------- |
| Sampaio Corrêa Campeão (26º título) |